# Blexen
Blexen ist ein Stadtteil der niedersächsischen Stadt Nordenham im Nordosten des Landkreises Wesermarsch an der Wesermündung (gegenüber von Bremerhaven), in dem mehr als 2750 Menschen leben.

## Geschichte

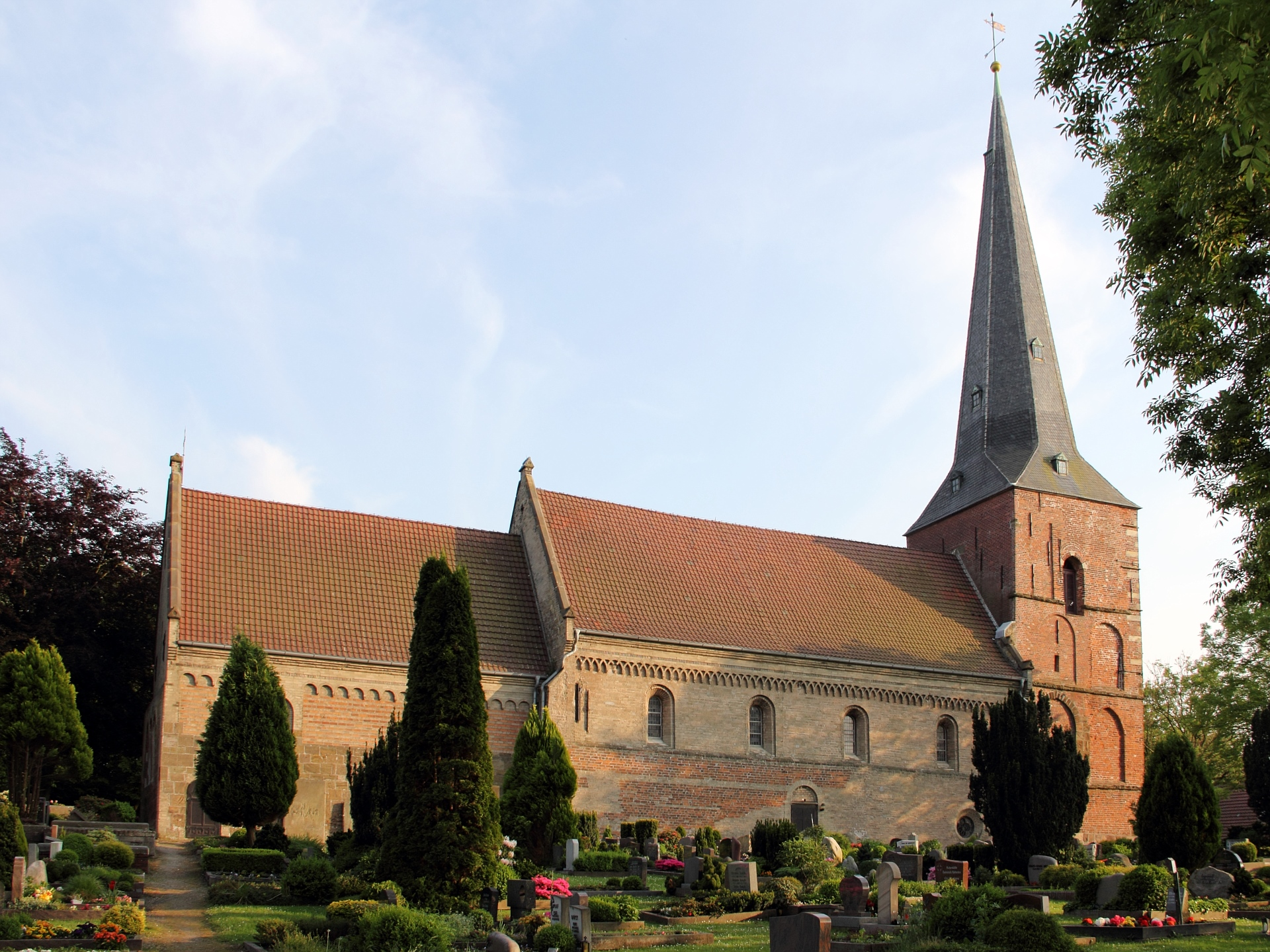
St.-Hyppolyt-Kirche

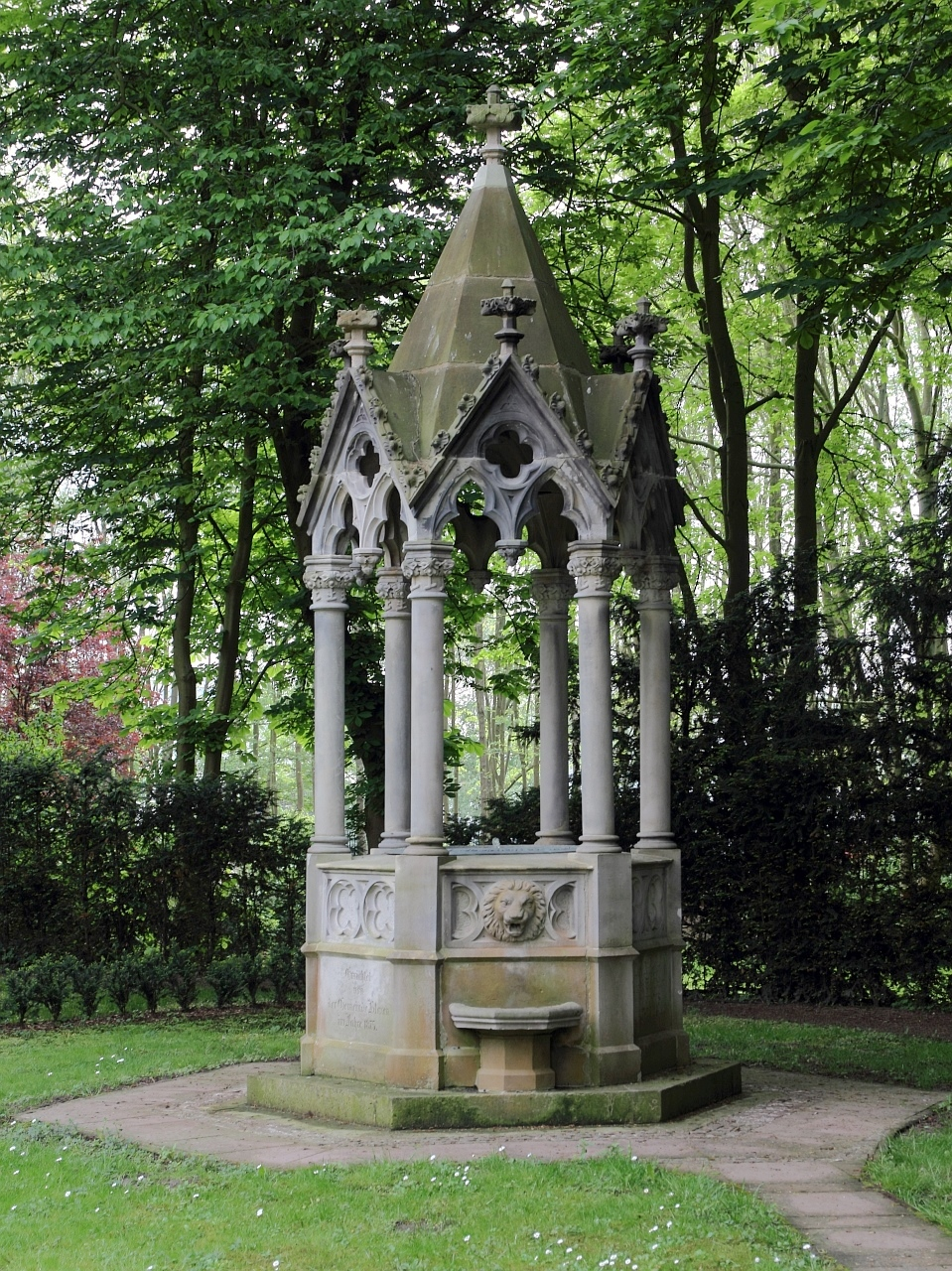
Willehadibrunnen

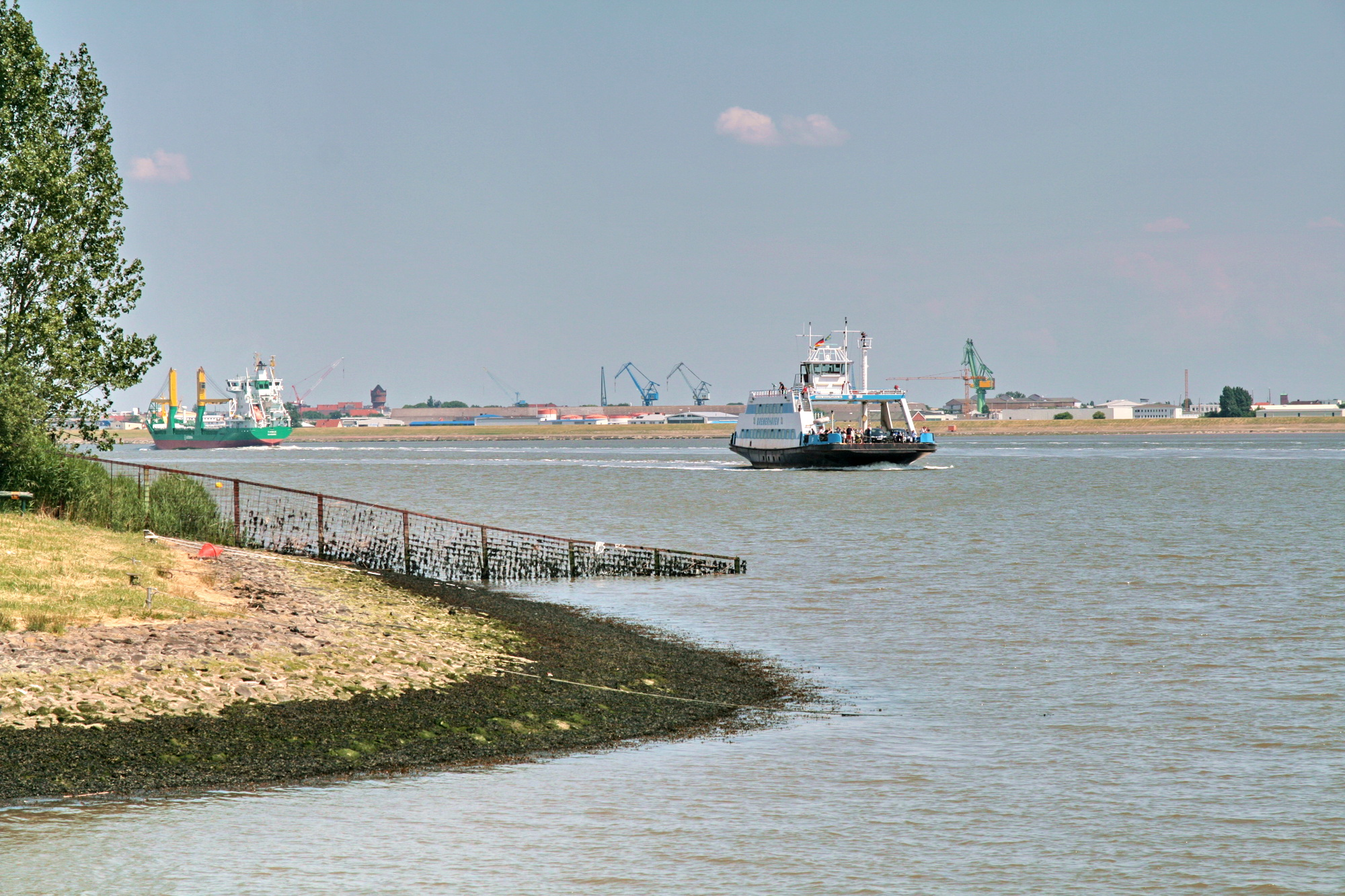
Weserfähre vor Blexen

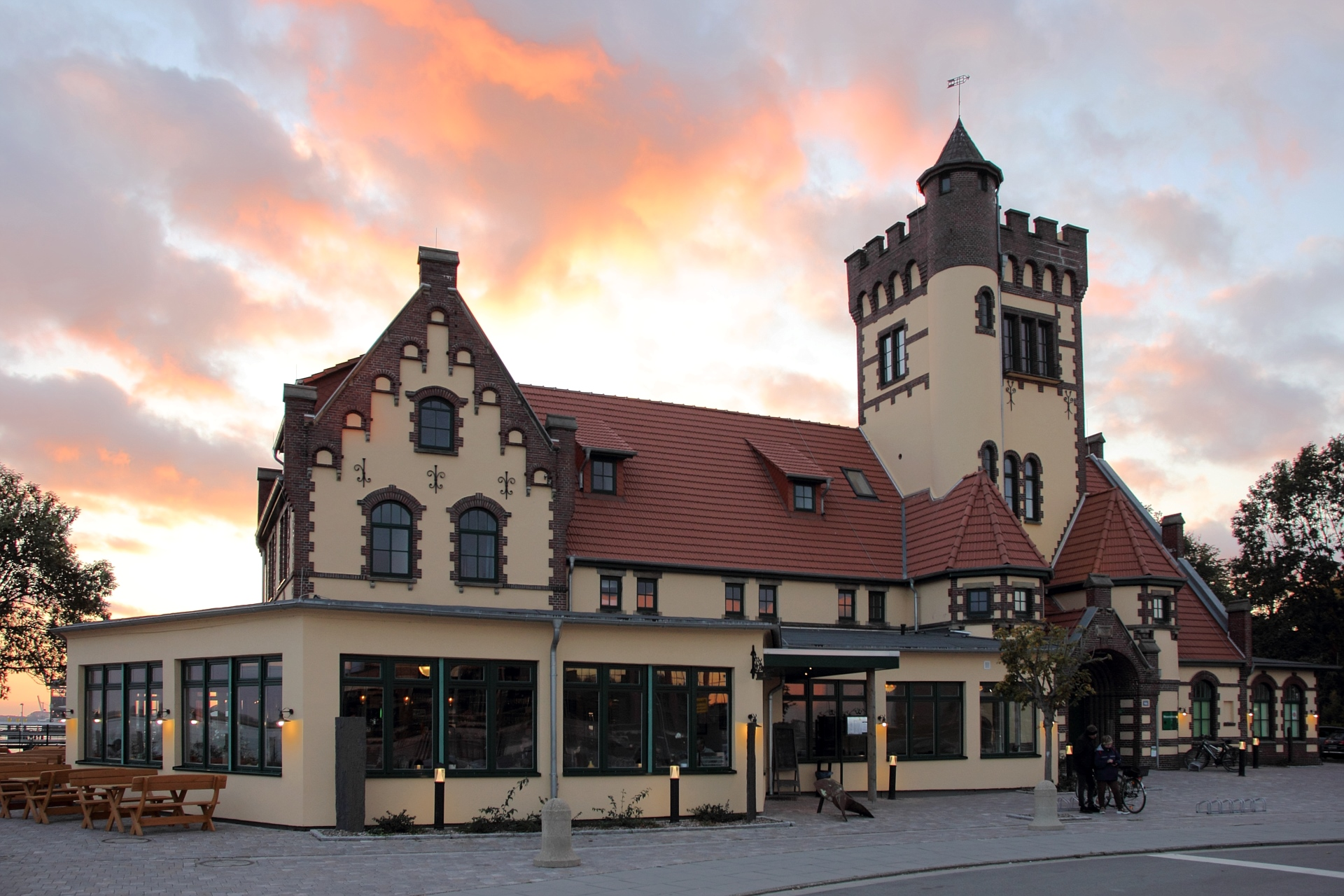
Der ehemalige Bahnhof beim Fähranleger in Blexen wird als Weserschlösschen gastronomisch genutzt.

### Ersterwähnung
Erstmals wurde Blexen urkundlich erwähnt als Pleccateshem (Heim der Blitze) im Jahre 789 aus Anlass des Todes des Bischofs Willehad. Zu dem Zeitpunkt lag Blexen, noch abgetrennt vom Festland durch das Flüsschen Heete, auf einer Insel.
Die St.-Hippolyt-Kirche wurde im Laufe der nächsten Jahrhunderte zur Wallfahrtskirche. Am 23. April 1189 machten sich elf Segelschiffe von Blexen aus auf zur Teilnahme am Dritten Kreuzzug. Die Schiffe kamen bis Portugal und die Besatzungen nahmen an den Kämpfen um die Stadt Silves teil. Die Schiffe segelten noch weiter bis Marseille, danach verliert sich ihre Spur. Ein Dokument über die Reise wurde 1989 in der Blexer Kirche entdeckt.

### Mittelalter
Blexen gehörte im Mittelalter zur autonomen friesischen Landesgemeinde Rüstringen, der terra Rustringie. Nach außen hin wurden die Landesgemeinden durch die redjeven vertreten. Im Juni 1220 schließen 16 Rüstringer Vertreter einen Vertrag mit der Stadt Bremen, um die Rechtssicherheit zu erhöhen und den Handelsverkehr zu regeln. Zu ihnen gehörte auch Thancte de Blekence (Blexen).
Im Jahr 1318 wurde erstmals urkundlich ein Markt in Blexen erwähnt. Im Jahr 1400 musste die Blexer Kirche den Bremern überlassen werden, die gegen die Likedeeler (unter anderem gegen Klaus Störtebeker) und aufständischen friesischen Hovetlinge zu Felde zogen. Die Butjadinger Häuptlinge erhoben sich gegen die Bremer und nutzten ihrerseits die Kirchen als Befestigungsanlagen, so auch der Blexer Häuptling Egge Herings, der 1419 von den Bremern geschlagen wurde.
Gegen Ende des 15. Jahrhunderts gerät Butjadingen unter den Einfluss des Grafen Edzards I. von Ostfriesland. Im Rahmen der Sächsischen Fehde griffen die vereinigten Herzöge von Herzogtum Braunschweig und Lüneburg und der Graf von Oldenburg Edzard an und im Januar 1514 wurde Butjadingen von diesen erobert. Oldenburg erhielt zunächst das Stadland mit Esenshamm und Abbehausen als Allodium, 1517 musste Graf Johann V. von Oldenburg das Gebiet als Lehen von Herzog Heinrich dem Jüngeren von Braunschweig-Wolfenbüttel nehmen. Butjadingen wurde unter den Welfenherzögen aufgeteilt. Die Welfen errichteten bei Blexen eine Blockschanze. In Blexen sollte vermutlich ein welfisches Herrschaftszentrum entstehen, um für die Fürsten Zölle einzunehmen und Butjadingen zu verwalten. Aber nach einem 1515 gescheiterten Aufstand der Butjadinger Bauern veräußerten die welfischen Herzöge nach und nach ihren Besitz an den Oldenburger Grafen, so dass 1523 Butjadingen endgültig oldenburgisch wurde. Die Landesherrschaft übte der Graf über die neugeschaffene Burg in Ovelgönne aus.

### Frühe Neuzeit
Mit ihrem hohen Turmhelm ist die Blexer Kirche seit 1566 ein Seezeichen. Im selben Jahr erwarb Graf Anton I. das Fährhaus und den „Spieker“ von Blexen, welche für die Fährverbindung zwischen den Märkten Blexen und Lehe gebraucht wurden, für 200 Taler vom örtlichen Vogt, der durch die Reformation in den Besitz der Fährgerechtigkeit gekommen war. Ursprünglich unterhielt die Kirche die Blexer Fähre, vermutlich schon seit dem Mittelalter, um Güter und Gemeindemitglieder von einer Weserseite zu anderen zu bringen.
Die Weihnachtsflut 1717 forderte in den vier Kirchspielen Abbehausen, Atens, Blexen und Esenshamm 800 Opfer. Das Kirchspiel Blexen verlor 20 % seiner Einwohner.

### Franzosenzeit 1810–1813
1813 erhob sich die Bevölkerung in der Westphälisch-ostfriesischen Landwehr gegen die französischen Truppen Napoléons. Am 17. März 1813 eroberten Kanoniere die Blexer Schanze der Franzosen. In der Folge kam es zu Unruhen, da Anwohner der Zusammenarbeit mit den Franzosen beschuldigt wurden. Erst eine vom Blexer Pastor initiierte Bürgerwehr konnte die Ordnung wiederherstellen. Am 25. März trafen französische Soldaten in Blexen ein und eroberten das Fort zurück. Der Kommandant der deutschen Kanoniere, Lübbe Eylers aus Zetel, wurde sofort erschossen, der Rest eingesperrt. Am nächsten Morgen wurden auf dem Blexer Kirchhof elf Männer hingerichtet, zum Teil auch Zivilisten. Das Fort blieb bis zum 25. November in französischer Hand, ehe es sich russischen Truppen ergab. Ein Gedenkstein an der Kirche erinnert an dieses Ereignis.

### Neuzeit
Zwischen 1869 und 1876 wurden vor dem Blexer Ufer die beiden künstlichen Festungsinseln Langlütjen I und II in der Außenweser erbaut. 1878 wurde in der Postagentur Blexen das erste Telefon im Großherzogtum Oldenburg in Betrieb genommen. Es verband die Station mit dem Telegrafenamt in Nordenham. Zur Zeit der großen Auswanderungen Ende des 19. Jahrhunderts, die von Bremerhaven erfolgten, wurde Blexen scherzhaft auch als „das letzte Dorf vor Amerika“ bezeichnet.

### 20. Jahrhundert
Im Zuge der oldenburgischen Verwaltungsreform verlor Blexen am 27. März 1933 seine Selbstständigkeit und wurde in die Stadt Nordenham eingemeindet.
Ab 13. August 1941 wurde vom Kriegsgefangenen-Stammlager 310 (X D) in Wietzendorf / Lüneburger Heide ein Arbeitskommando sowjetischer Kriegsgefangener nach Blexen verschickt. Es trug zunächst die Kommandonummer 23 X D, wurde ab 1. Dezember 1941 verwaltungsmäßig vom Stalag X C in Nienburg übernommen und unter der Nummer 5134 X C weitergeführt. Eine große Zahl der sowjetischen Gefangenen starb 1941/42 an den Folgen unzureichender Ernährung, Kälte und Erschöpfung durch Schwerstarbeit. Die genaue Zahl und Identität der Toten, Todesursachen und sonstige näheren Umstände können heute durch die zur Verfügung stehenden personenbezogenen Dokumente aus der ehemaligen Wehrmachtauskunftstelle (Personalkarten der Gefangenen) recherchiert werden und sind derzeit Gegenstand weiterer Nachforschungen.

## Kultur und Sehenswürdigkeiten
Siehe auch Liste der Baudenkmale in Nordenham-Blexen

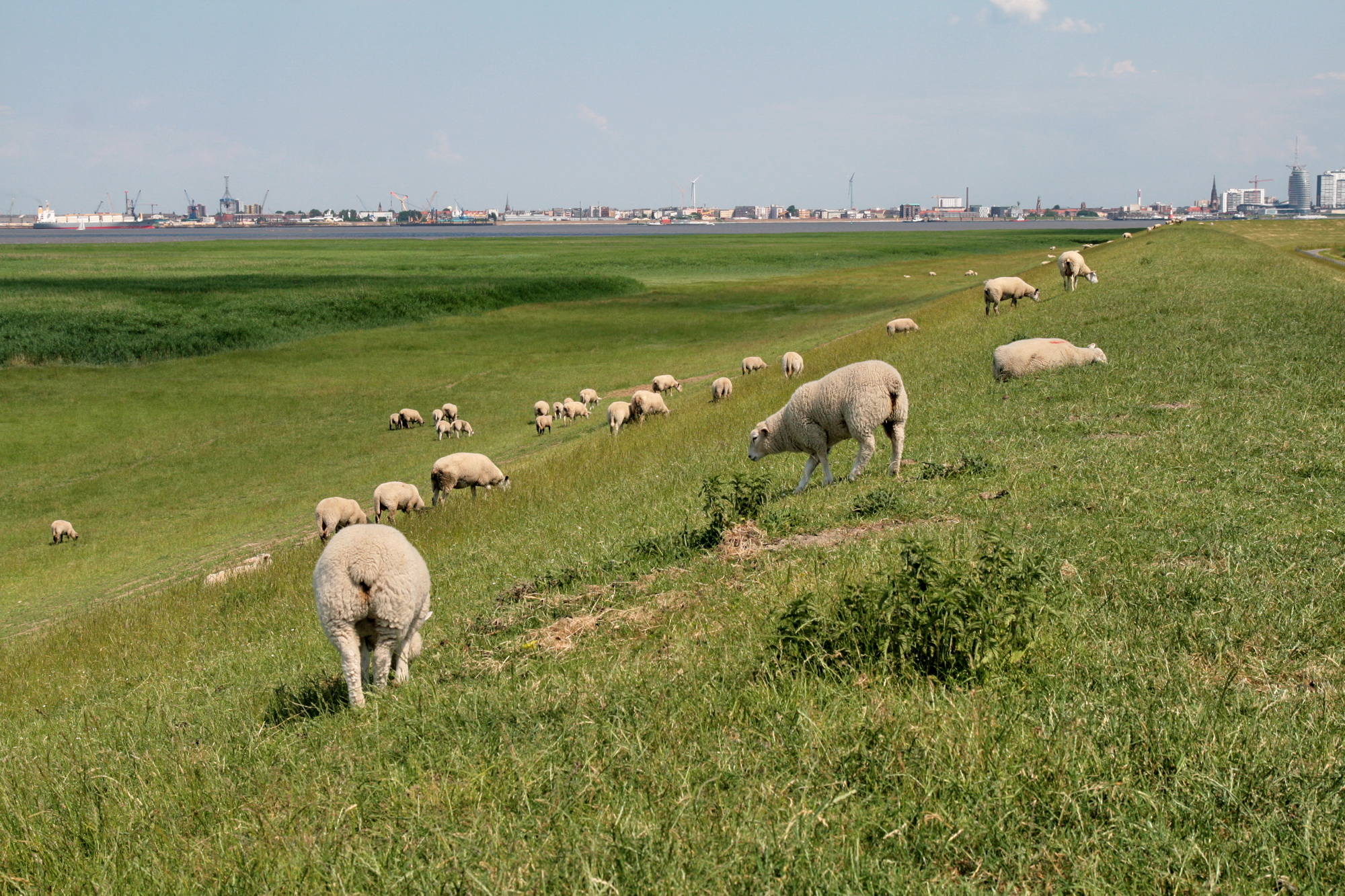
Deichblick von Blexen auf Weser, Bremerhaven

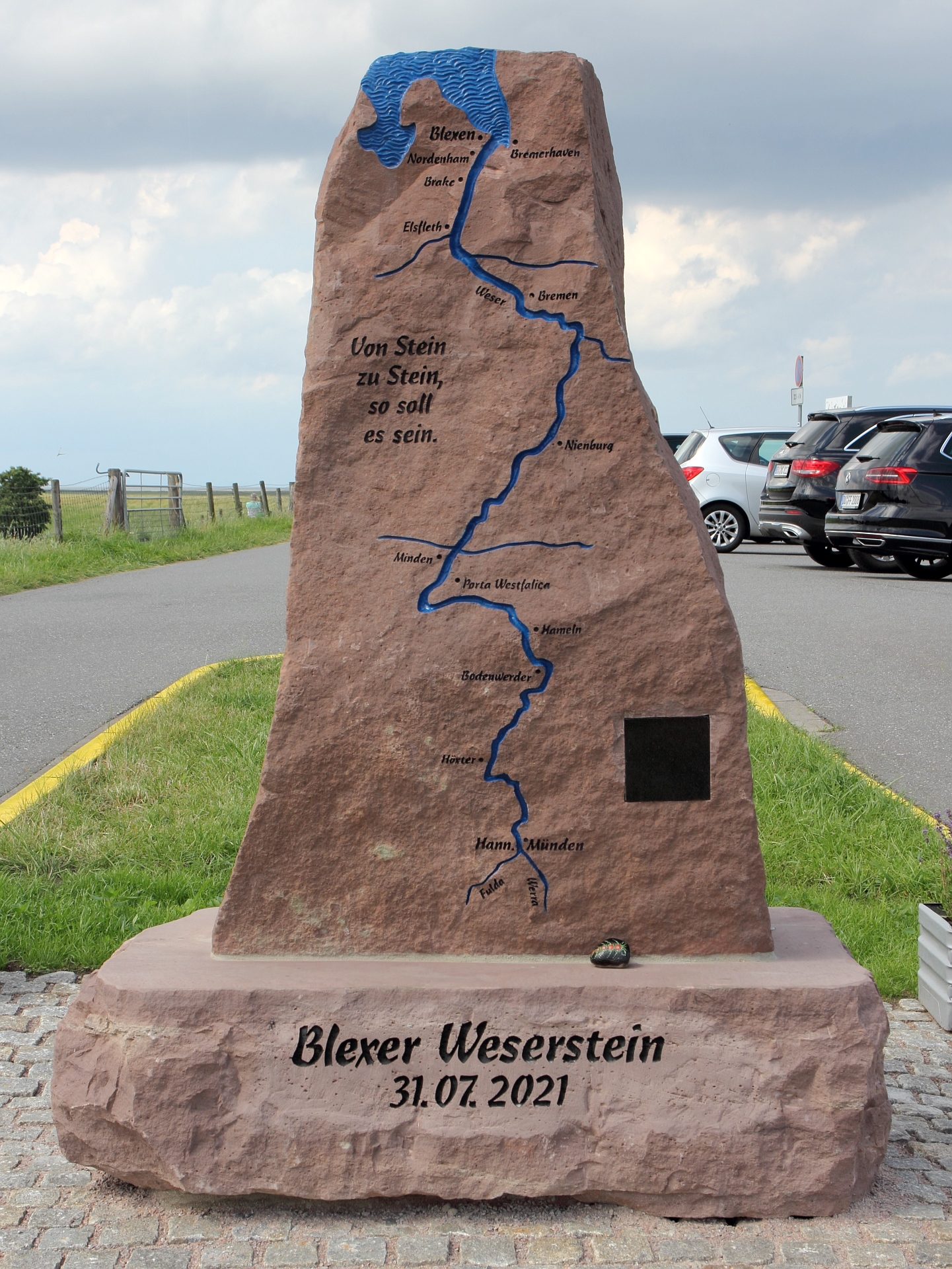
Blexer Weserstein

- Die romanische St.-Hippolyt-Kirche aus dem 12. Jahrhundert mit Münstermann-Altar war im Mittelalter  Ziel von Wallfahrten.[9]
- Der St.-Willehad-Brunnen wurde 1875 auf dem Friedhof an der St.-Hippolyt-Kirche aus Sandstein im neugotischen Stil als Memorial für den 789 in Blexen verstorbenen Bischof Willehad errichtet[10]
- Das ehemalige Bahnhofsgebäude am Fähranleger wurde 1907 erbaut und ist heute als Weserschlösschen ein kleines Hotel und Ausflugslokal an der Weser.
- Der Blexener Kran von 1910 stand bis um 1980 im Hafen von Nordenham (z. Z. in Sanierung).
- Schule Blexen von 1926, Fährstraße 31; heute Grundschule
- Turnhalle Fährstraße 7, ehem. Schule von 1878, seit 1926 bis 2010er Jahre Turnhalle
- Der Blexer Deich erlaubt den Blick auf das seeschifftiefe Fahrwasser der Außenweser und ist Anlaufstelle für Besucher auf dem linksseitigen Weserufer bei der alle fünf Jahre stattfindenden Windjammerparade (Sail) in Bremerhaven. 2021 wurde hier der Blexer Weserstein aufgestellt.

### Sport
- Blexer Turnerbund von 1907 e. V.: Gymnastik, Turnen, Gesundheitssport, Schwimmen, Aqua-Fitness, Wandern, Tischtennis, Handball, Leichtathletik, Step-Aerobic, Badminton, Tennis, Taekwondo, Triathlon, Fußball

### Regelmäßige Veranstaltungen
Kinderkarneval, Maibaumsetzen immer am 30. April, Dorffest jedes Jahr im Juni, Sommerspiele, Nordseecupturnier (Tennis) im September, Weinfest, Turnerball jährlich am zweiten Samstag im November, Blexer Advent im Dezember, Schredderfest und Blexen gegen den Rest der Welt (Bosselturnier) jeweils im Januar.

## Wirtschaft und Infrastruktur

### Fliegerei

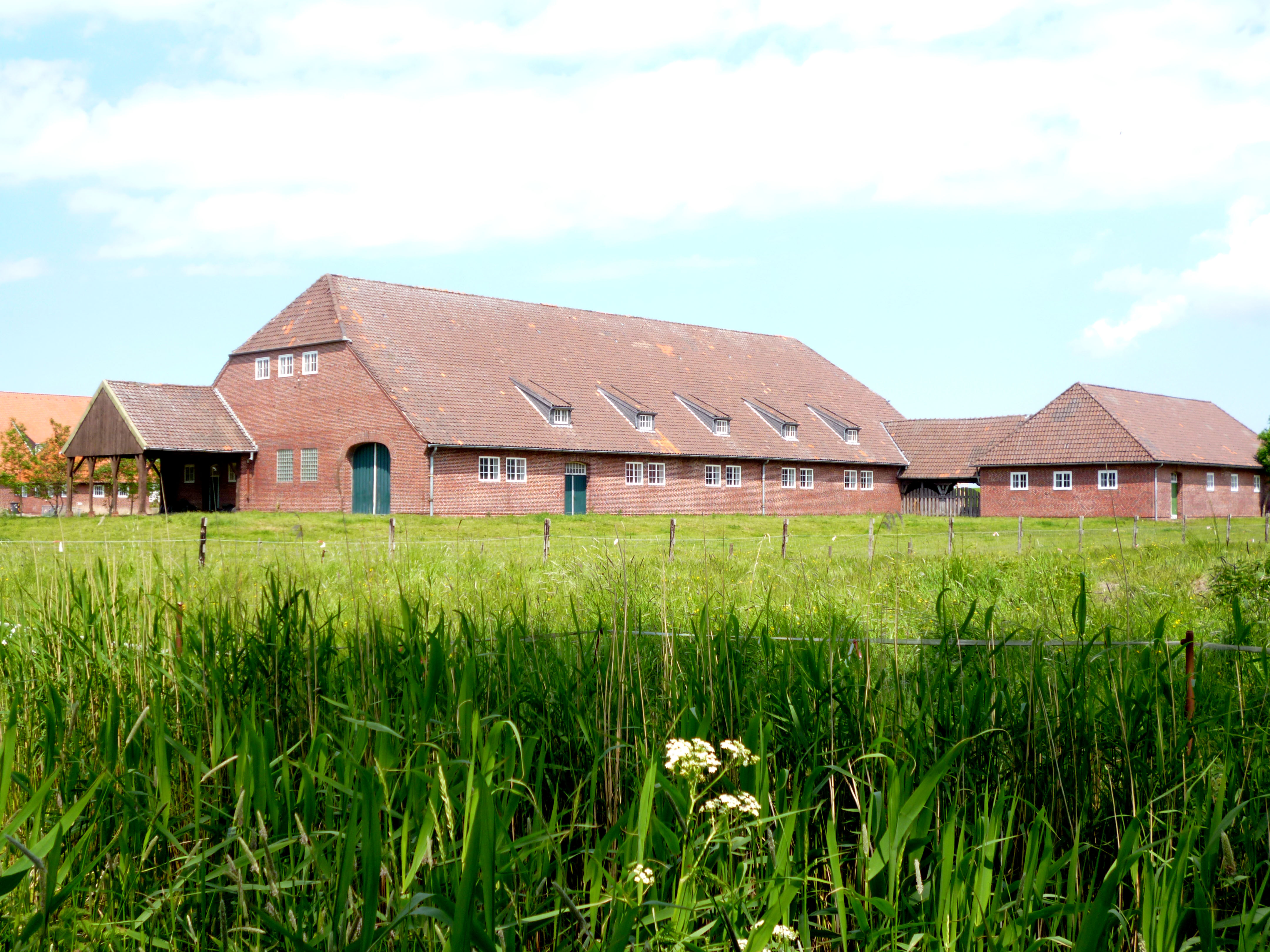
Ehemalige Flugzeughallen in Volkers

Am 29. September 1929 wurde die Wasser-Seefluggesellschaft mit Sitz in Blexen gegründet. Das Ziel war es, von Blexen aus Wasserflugzeuge nach New York starten zu lassen. Nach dem Bau eines Flughafengebäudes und einer Pontonanlage wurde der Flughafen am 15. Juli 1928 offiziell eröffnet, allerdings nur mit einem täglichen Flugverkehr nach Helgoland. Später landeten hier die Postflugzeuge der Schiffe Bremen und Europa. Das ehemalige Verwaltungsgebäude für den Flughafen ist erhalten und beherbergt heute ein Seniorenzentrum.
Bei Volkers wurde eine geheime Produktionsstätte für Wasserflugzeuge errichtet. In den als Bauernhäuser getarnten Gebäuden sollten auch die Flugzeuge der beiden deutschen Flugzeugträger gewartet werden, die im Bremerhavener Nordhafen liegen sollten. Es wurde jedoch nie ein Wasserflugzeug gebaut oder ein Trägerflugzeug gewartet. Der Verlauf des Zweiten Weltkrieges hatte diese Pläne zunichtegemacht. Gegen Kriegsende verlagerte der in Einswarden beheimatete Weser-Flugzeugbau einen Teil der Produktion in die „Bauernhöfe“. Als Arbeiter waren nur Einheimische beschäftigt.
Nach dem Zweiten Weltkrieg gingen die Gebäude in den Besitz der Weser–Metallindustrie über. Diese Firma machte aus Kriegsmaterial Haushaltsgegenstände. Nach dem Konkurs der Firma übernahm 1992 die Bremer Firma Bachmann die Hallen als Getreidelager. Die innere Holzverkleidung der Hallenwände wurde nach 2003 entfernt und  verkauft. Von 1992 bis 2003 bestand die Kommunale Beschäftigungsgesellschaft (KOMBEG), um  Arbeitslose für neue Aufgaben zu qualifizieren. Danach führt die Agentur für Arbeit dort Weiterbildungsmaßnahmen durch.

### Schwimmdockbau

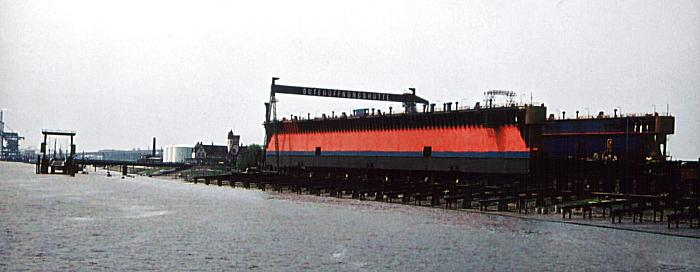
Ehemalige GHH-Schwimmdockwerft in Blexen

Auf dem für den Flugplatz aufgespülten Vordeichgelände wurde 1954 ein Badestrand eingerichtet, mit Blick über die Weser nach Bremerhaven. Doch schon 1956 halbierte sich die Fläche, die für eine Schwimmdock-Werft der Gutehoffnungshütte (GHH) direkt neben dem Fähranleger abgezwackt wurde. Auf dem mittlerweile freigeräumten Gelände wurde 2004 eine große Gewerbeschau unter dem Titel „Nordvision“ veranstaltet. Die restliche Fläche des Badesstrandes ging ab 1967 bei der Ansiedlung des Industrieunternehmens Kronos Titan verloren.

### Zulieferwerk für Offshore-Windparks

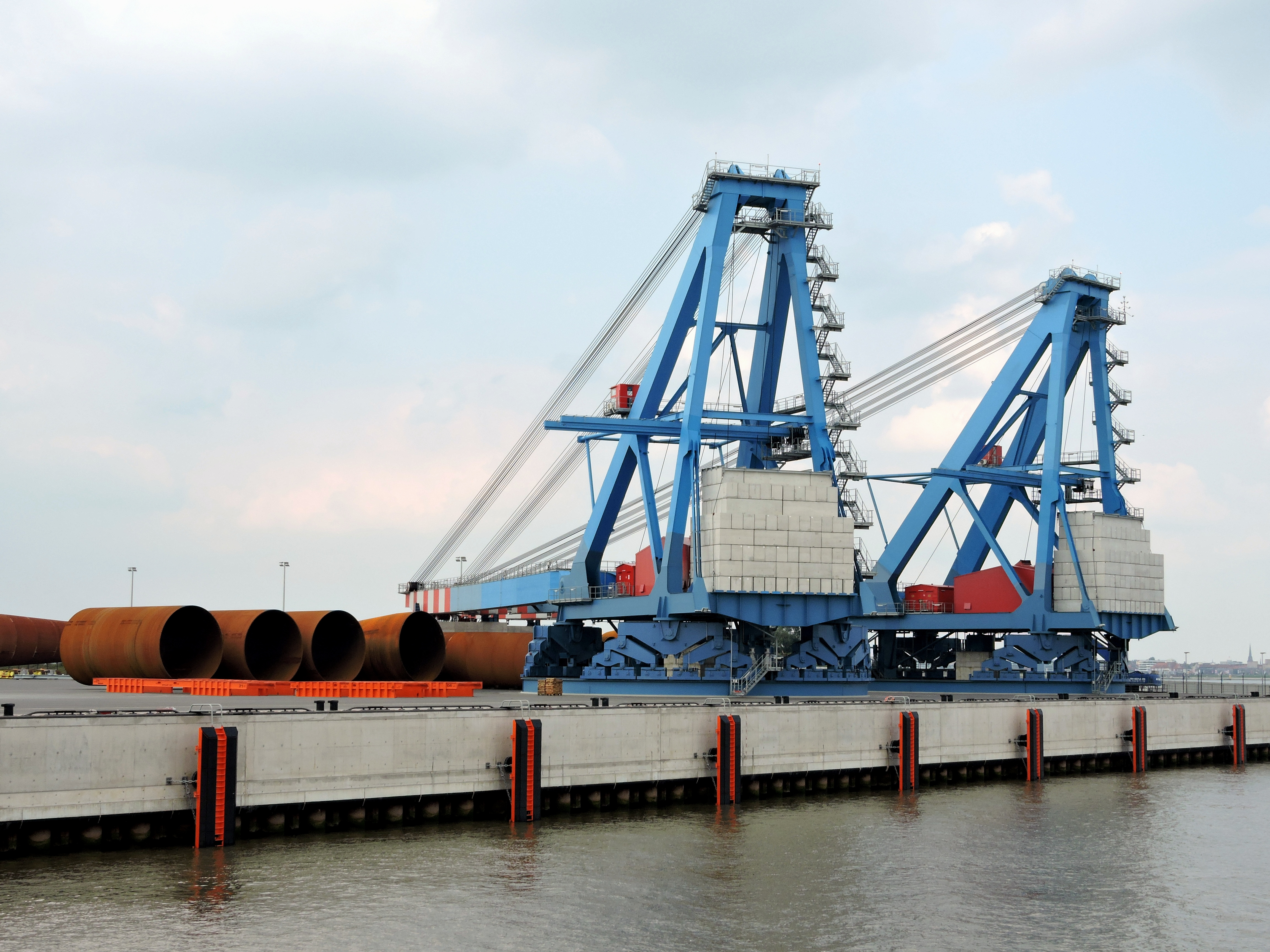
Schwerlastkrane der Fa. Steelwind

Ab 2011 gab es Bestrebungen, auf dem ehemaligen Gelände der Schwimmdockwerft ein Zulieferwerk für Offshore-Windparks der Dillinger Hütte zu errichten, das bei einer Investitionssumme von 135 Millionen Euro auf 21 ha 300 Arbeitsplätze schaffen sollte. Parallel zum Deich sollten 300 bis 400 Meter lange Produktionshallen entstehen. Inzwischen wurden die Planungen realisiert. Am 18. September 2014 ist das Blexer Monopile-Werk offiziell eröffnet worden. Es firmiert unter Steelwind Nordenham GmbH und hat seinen Sitz in Blexen. Die Investitionssumme betrug rund 175 Mio. Euro. Für das Jahr 2019 berichtet die Muttergesellschaft DHS für Steelwind einen Umsatz von 51 Mio. € bei 285 Beschäftigten. Produktionsschwerpunkt sind Monopiles und Transition Pieces (Aufsätze auf dem Monopile).

### Verkehr
- Trotz des 2004 eröffneten Wesertunnels südlich von Nordenham gibt es weiterhin die Weserfähre Bremerhaven–Nordenham, die über die Bundesstraße 212 erreicht wird. Nachdem am 24. Juni 2016 ein Erzfrachter den Blexener Anleger gerammt und dadurch schwer beschädigt hatte, war der Fährbetrieb unterbrochen. Für die Beförderung von Personen wurde ein Ersatzverkehr mit Omnibussen durch den Wesertunnel eingerichtet.[17]
Der Fährbetrieb wurde am 16. September 2016 wieder aufgenommen.[18] Der Ort ist durch den Weser Sprinter (VBN-Buslinie 440) mit Oldenburg verbunden.
- Blexen ist seit 1904 Endbahnhof der Strecke aus Hude. Das 1907 am Fähranleger errichtete Bahnhofsgebäude wird derzeit gastronomisch genutzt. Der Abschnitt Nordenham–Blexen wird seit Einstellung des Personenverkehrs am 31. März 1980 nur noch als Hafenzufahrt und Industriegleis genutzt. Zwischen Nordenham-Friedrich-August-Hütte und Blexen wird die Strecke nicht mehr betrieben, ist im Eigentum der Hanseatischen Infrastrukturgesellschaft und soll zunächst für den Güterverkehr reaktiviert werden.[19][20][21]
- Der Flugplatz Blexen ist für Segelflugzeuge und kleine Motorflugzeuge geeignet. Direkt am Gelände befindet sich auch eine Möglichkeit, Modellflugzeuge starten zu lassen.[22]

## Persönlichkeiten
- Menno Hanneken (1595–1671), lutherischer Theologe und Philologe
- Wilhelm von Busch (1868–1940), Lehrer und Journalist
- Herbert Gerdes (1884–1957), Theaterschauspieler, Filmregisseur und NS-Filmpropagandist
- Klaus Dede (1935–2018), Journalist und Schriftsteller
- Roy Uwe Ludwig Horn (1944–2020), Teil des Magierduos Siegfried und Roy
- Jürgen Rieger (1946–2009), Rechtsanwalt und NPD-Politiker